# Даттах
Даттах (рос. Даттах) — село у Ножай-Юртовському районі Чечні Російської Федерації.
Населення становить 911 осіб. Входить до складу муніципального утворення Даттахське сільське поселення.

## Історія
Згідно із законом від 20 лютого 2009 року органом місцевого самоврядування є Даттахське сільське поселення.

## Населення
| 1990 | 2002 | 2010 |
| ---- | ---- | ---- |
| 752  | ↗884 | ↗911 |